# Eremias suphani
Eremias suphani — вид ящірок, що зустрічаються поблизу озера Ван, Туреччина.

## Морфологічна характеристика
Дорослих особин Eremias suphani можна відрізнити від E. strauchi 1: по наявності подвійного або однорядного ряду лусочок, що відокремлюють луску третьої пари підборідних щитків (третя пара підборідних щитків у контакті у E. strauchi); 2: наявність збільшених гулярних лусочок, що межують з третьою парою підборіддя (немає збільшених гулярів у E. suphani); 3: наявність вентролатерального ряду добре виражених великих круглих білих плям, які можуть зливатися, утворюючи поздовжню смуг (дифузні дрібні поздовжні плями або розсіяна тонка лінія у E. strauchi).

## Середовище проживання
Цей вид є ендеміком східної Туреччини, де він відомий з околиць озера Ван. Зафіксовано до 2400 м над рівнем моря. Трапляється в пустельних, сухих відкритих місцях з гальковим субстратом і невеликою рослинністю.

## Спосіб життя
Він ховається в тріщинах і щілинах, а також може зариватися. Самиця відкладає від трьох до семи яєць.

## Загрози й охорона
Здається, немає серйозних загроз для цього виду. Цей вид трапляється в зоні управління дикою природою Bitlis-Adilcevaz Süphandaği.